# NRW Graduate School
Das NRW Graduate School-Programm wurde im Jahre 2001 ins Leben gerufen. Es fördert Universitäten des Landes Nordrhein-Westfalen zielgerichtet, um internationale Spitzenforschung anzubieten. Dazu wurden internationale Graduate Schools eingerichtet.

## NRW Graduate Schools
- Economics, Rheinische Friedrich-Wilhelms-Universität Bonn (Geisteswissenschaften und Sozialwissenschaften)
- Bioinformatics and Genome Research, Universität Bielefeld (Biologie und Informatik)
- Neurosciences, Ruhr-Universität Bochum (Neurowissenschaft)
- Production and Logistics, Technische Universität Dortmund (Ingenieurwesen)
- Genetics and Functional Genomics, Universität zu Köln (Biologie und Medizin)
- Molecular Functional Structures and Solid State Materials, Westfälische Wilhelms-Universität in Münster (Chemie)
- Dynamic Intelligent Systems, Universität Paderborn, (Mechatronik)

## Preise
Von 2004 bis 2007 vergaben die NRW Graduate Schools insgesamt dreimal die NRW Undergraduate Science Awards. Diese Preise wurden zur Förderung von studentischer Forschungstätigkeit vor dem eigentlichen Studienabschluss vergeben und waren mit 1500 Euro dotiert.

## Forschungsschule (NRW)
Das Programm "NRW Graduate School" wird seit dem Wintersemester 2008/2009 durch die Einführung der "Forschungsschulen (NRW)" ergänzt.